# 莱昂纳多·奎利亚尔
莱昂纳多·奎利亚尔（西班牙語：Leonardo Cuéllar，1954年1月14日—），墨西哥男子足球运动员，司职中场。他曾代表墨西哥国家队参加1978年国际足联世界杯，结果队伍止步小组赛阶段。